# Heilig Blut (Landshut)

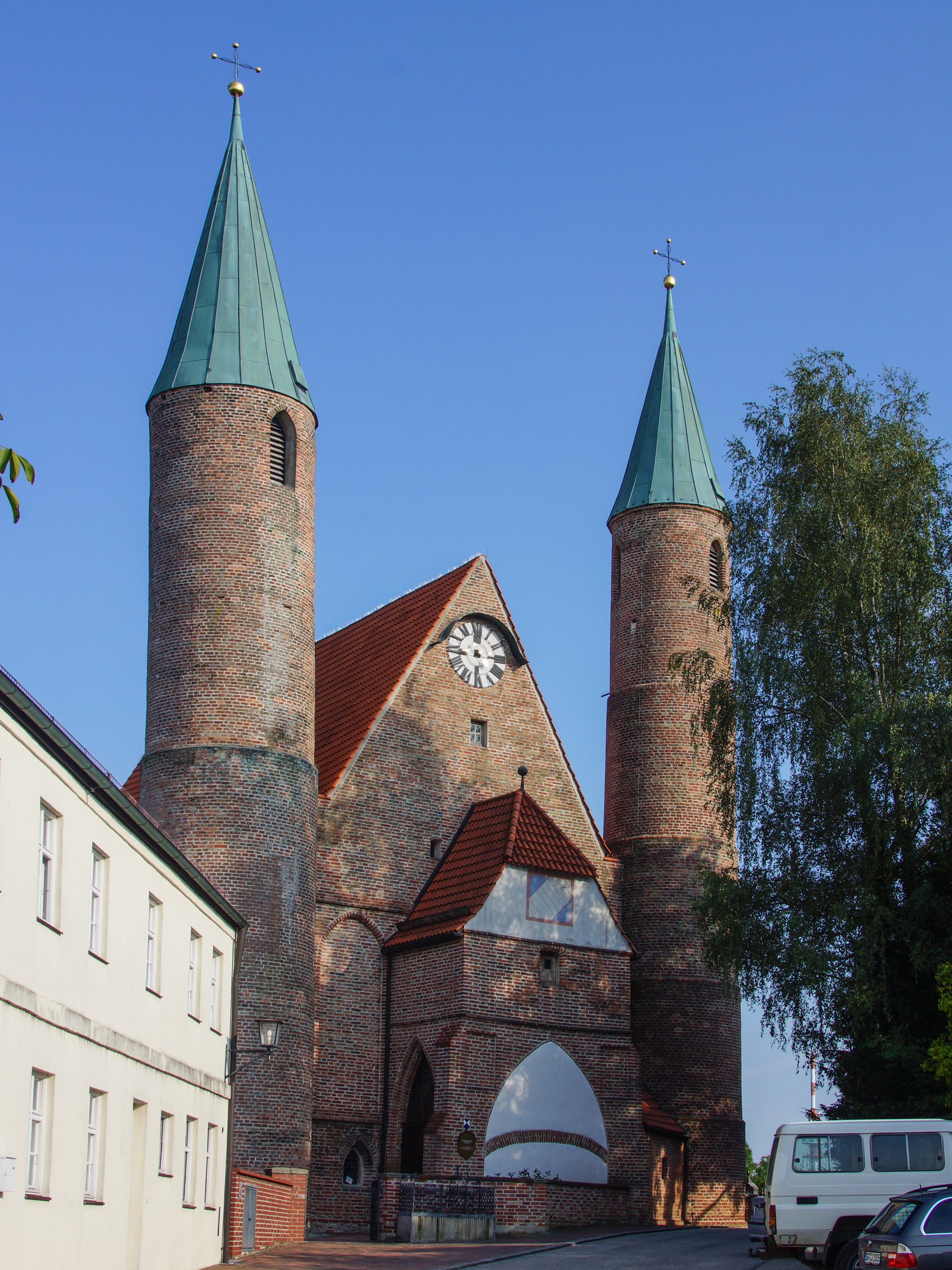
Westfassade der Pfarrkirche mit den markanten Rundtürmen, der Vorhalle und der Kirchenuhr im Langhausgiebel

Die römisch-katholische Pfarrkirche Heilig Blut liegt im Landshuter Stadtteil Berg nahe der Burg Trausnitz. Die spätgotische Kirche ist durch ihre in Altbayern einzigartigen Rundtürme bekannt und durch ihre Lage am Osthang des Hofberges weithin sichtbar. Das für die Region ebenfalls ungewöhnliche Patrozinium Heilig Blut, ein Dankfest für den Opfertod Christi am Kreuz, wird am 1. Juli gefeiert.

## Geschichte
Bald nach der Christianisierung der Gegend im 8. Jahrhundert dürfte an der Stelle der heutigen Kirche bereits ein Holzkirchlein erbaut worden sein. Dies belegen archäologische Grabungen, die im Zuge des Einbaus einer Fußbodenheizung im Jahr 1981 unternommen wurden. Mehrere aufgefundene Gräber bezeugen überdies die Existenz eines Friedhofs, der sich rund um das Kirchlein erstreckte. In der zweiten Hälfte des 12. Jahrhunderts wurde über den Resten des Holzkirchleins ein erster Steinbau errichtet. Nach den 1981 wiederentdeckten Fundamenten dürfte dieser aus einem rund zehn Meter langen rechteckigen Kirchenschiff und einem quadratischen Chorraum mit etwa sechs Meter Kantenlänge aufgebaut gewesen sein. Dieses Steinkirchlein wurde später um ein südliches Seitenschiff erweitert. Das Patrozinium wurde erstmals im Jahr 1310 erwähnt, als in einem Ablassbrief die Rede von Heiligenblut ober Landshut war. Als 1369 die Pfarrei St. Jodok von der Mutterpfarrei St. Martin abgespalten wurde, ordnete man Heilig Blut der neu gegründeten Pfarrei als Filialkirche zu.
Am 23. April 1392 wurde Heilig Blut erstmals zur Pfarrkirche erhoben, was man sogar durch Papst Bonifatius IX. bestätigen ließ. Das Präsentationsrecht lag beim Herzog von Bayern-Landshut. In der ersten Hälfte des 15. Jahrhunderts entstand auf Betreiben der Herzöge Friedrich und Heinrich des Reichen der heutige Bau der Heilig-Blut-Kirche. Vor allem Heinrich der Reiche bedachte die Pfarrkirche auch mit zahlreichen Schenkungen. So stiftete er 1422, 1445 und 1449 Messbenefizien an den verschiedenen Altären der Kirche. Im Jahr 1449 dürfte außerdem die Sakristei um ein Joch nach Osten erweitert worden sein. Diese Baumaßnahme wurde wohl wieder von Herzog Heinrich dem Reichen gefördert, da sein Wappen bis heute im Schlussstein des Sakristeigewölbes zu sehen ist. Aus dem Jahr 1515 ist überliefert, dass vier herzogliche Kapläne ihren Dienst in Heilig Blut verrichteten und gleichzeitig in der Kapelle St. Georg auf der Burg Trausnitz tätig waren. Das Präsentationsrecht für diese herzoglichen Benefizien lag zunächst bei den Wittelsbachern, wurde aber 1684 an die jeweiligen Hofmarksherrn von Berg ob Landshut abgegeben. In der Folgezeit wurde Heilig Blut wieder Filiale von St. Jodok. Etwa Mitte des 17. Jahrhunderts erfolgte dann die Gründung eines von St. Jodok abhängigen Pfarrvikariats. Dabei lag das Präsentationsrecht beim Pfarrer von St. Jodok.
Im Jahr 1680 nahm der Hofmaurermeister Wolf Rernpeckh Baureparaturen vor. Von 1711 bis 1764 war Georg Christoph Pexenfelder, ein großer Förderer der Wallfahrt nach Maria Bründl, Pfarrvikar von Heilig Blut. Unter seiner Führung wurde die Wallfahrtskapelle 1719 neu errichtet. Von 1784 bis 1803 wirkte Aloys Georg Dietl, der gleichzeitig eine Professur an der Universität Landshut innehatte, als Pfarrvikar. Auf seine Anregung schaffte man 1790 einen neuen klassizistischen Hochaltar an, der von dem berühmten Landshuter Bildhauer Christian Jorhan d. Ä. geschaffen wurde. Die Kosten dafür trug zum größten Teil die Hofmarksfamilie von Chlingensberg, wie auch 1802 für die Anschaffung weiterer neuer Ausstattungsgegenstände aus der säkularisierten Kirche des Franziskanerklosters am Prantlgarten. Darunter waren zum Beispiel zwei Seitenaltäre und das Uhrwerk der ehemaligen Konventsuhr, das bis ins 20. Jahrhundert hinein den Takt der Kirchenuhr am Langhausgiebel vorgab. Von 1821 bis 1848 war Josef Haas Seelsorger in Heilig Blut. Er ließ 1821 das heutige klassizistische Taufbecken errichten. Außerdem wurde während seiner Amtszeit Heilig Blut mit der Wallfahrtskirche Maria Bründl wieder zur Pfarrei erhoben. 1867 wurde die Filialkirche St. Ottilia in Salzdorf (vormals Pfarrei Grammelkam) eingepfarrt, 1874 die Filialkirche St. Laurentius in Berndorf (vormals Pfarrei Hohenegglkofen).
In den Jahren 1892 bis 1905 erfuhr die Pfarrkirche Heilig Blut eine grundlegende Regotisierung. Dabei wurde die klassizistische Ausstattung von Jorhan entfernt und durch eine historisierende Ausstattung ersetzt. Außerdem erhielt die Kirche eine Ausmalung im neugotischen Stil. Die drei neugotischen Altäre, die noch heute erhalten sind, wurden am 6. Juli 1894 vom Münchner Erzbischof Antonius von Thoma geweiht. Im Jahr 1965 erfolgte unter Pfarrer Raymund Plöckl eine Außen- und Innenrenovierung. Teile der neugotischen Ausstattung – die nicht mehr zeitgemäße Kanzel, der Beichtstuhl, der Kreuzwegzyklus (durch einen modernen Kreuzweg ersetzt) und die bemalten Glasfenster im Langhaus – wurden entfernt und die historisierende Ausmalung übertüncht. 1971 ließ man den baufälligen Pfarrhof von 1713 abreißen und durch ein modernes Pfarrzentrum mit integrierter Seelsorgerwohnung ersetzen. Unter Pfarrer Martin Atzenhofer wurde 1981 die Raumschale nach gotischem Befund neu gefasst. Die Altäre wurden an die Raumfarbigkeit angepasst. Außerdem wurde der Kirchenraum entsprechend den Vorgaben des Zweiten Vatikanischen Konzils umgestaltet und erhielt einen Volksaltar und einen Ambo. In den Jahren 2000 bis 2004 ließ man die Fassade der Pfarrkirche umfassend restaurieren und konservieren. 2004 wurde unter Stiftspropst Bernhard Schömann der Pfarrverband St. Martin und Heilig Blut gebildet, der 2017 zur Stadtkirche Landshut erweitert wurde. Dieser gehören auch die Pfarreien St. Jodok und St. Peter und Paul an.

## Architektur

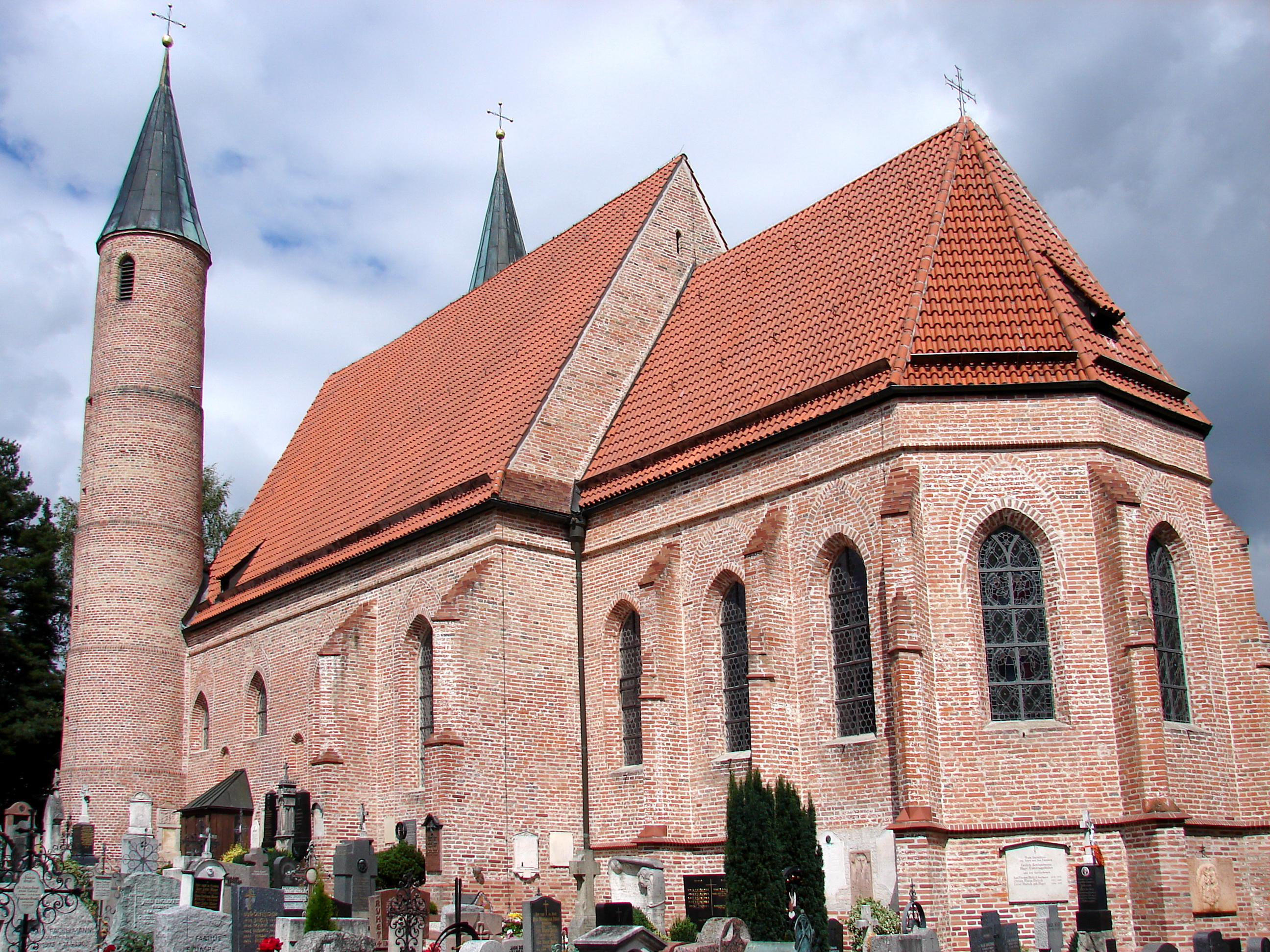
Pfarrkirche Heilig Blut von Südosten, Blick über den Kirchenfriedhof

Aus der architektonischen Gestaltung der Pfarrkirche Heilig Blut ist ersichtlich, dass diese nie als einfache Dorfkirche erbaut wurde, sondern vielmehr von den herzoglichen Auftraggebern als ihre Hofpfarrkirche gesehen wurde. Einige Stilelemente deuten auch auf eine Beteiligung der Landshuter Bauhütte hin, deren bekanntestes Werk die Stiftsbasilika St. Martin in der Landshuter Altstadt ist.

### Außenbau
Die Pfarrkirche Heilig Blut ist eine einschiffige, nach Osten ausgerichtete Saalkirche in der für die Landshuter Backsteingotik typischen Sichtziegelbauweise. An das vierjochige Langhaus schließt sich der deutlich eingezogene zweijochige Chorraum mit Fünfachtelschluss an. Der Chor und beiden östlichen Joche des Langhauses sind außen durch Strebepfeiler gegliedert. Am Langhaus sind diese einmal, am Chor zweimal abgesetzt, wobei der mittlere Absatz übereck gestellt ist und einen fialenartigen Abschluss ausbildet. Am Chor befindet sich zudem ein Kaffgesims, das mit einer Schräge und einer Hohlkehle aus Formziegeln profiliert ist. Unter dem Dach befindet sich an Chor und Langhaus ein schlichtes Friesband. Beide Baukörper besitzen ein steiles Satteldach, wobei das Langhaus den Chor deutlich überragt. Deutlich sichtbar sind am Außenbau auch die im Laufe der Zeit immer wieder vorgenommenen Veränderungen an den Fensteröffnungen. Zuletzt wurde die Fenstergröße im Zuge des neugotischen Umbaus Ende des 19. Jahrhunderts angepasst; die Fensteröffnungen schließen nunmehr mit einem Spitzbogen ab. Auch bei den Kirchenportalen gab es Veränderungen. So wurde das frühere Nordportal zugemauert; heute werden nur noch das Hauptportal auf der Westseite und der Seiteneingang im Süden genutzt. An der Nordseite ist in die von Chor und Langhaus gebildete Ecke die zweijochige Sakristei aus der Entstehungszeit der Kirche eingefügt. Diese ist in zwei Bauabschnitten entstanden: Das westliche Joch, durch das die Sakristeitür führt, wurde mit der Kirche Anfang des 15. Jahrhunderts errichtet; das östlich daran anschließende Joch dürfte erst 1449 erbaut worden sein, als die Sakristei nach den Benefizstiftungen des Herzogs zu klein geworden war.
Die Westfassade wird von den beiden Rundtürmen mit Spitzhelm eingefasst, die an den Langhausecken angebaut sind und kaum in das Kirchenschiff einspringen. In der bayerischen Gotik ist diese Bauform einmalig. Möglicherweise wurden die Herzöge Friedrich und Heinrich der Reiche dabei durch ihre verwandtschaftlichen Beziehungen zum Herzogtum Straubing-Holland beeinflusst und haben sich an Bauten wie dem Rittersaal in Den Haag oder der Liebfrauenbasilika in Maastricht ein Vorbild genommen. Beide Gebäude bestanden zur Entstehungszeit der Heilig-Blut-Kirche bereits und besitzen ebenfalls Doppelturmfassaden mit zwei Rundtürmen. Bei der Landshuter Kirche scheinen die beiden Türme nur auf den ersten Blick gleich aufgebaut zu sein. Bei näherem Hinsehen erkennt man, dass der Südturm viermal abgesetzt ist, während der Nordturm nur einen Absatz besitzt. An den Absätzen verjüngen sich die Türme jeweils nur minimal. Daher ist der Südturm am oberen Ende etwas schmäler, allerdings geringfügig niedriger als sein nördliches Pendant. Zwischen den beiden Türmen befindet sich der Dreiecksgiebel des sattelgedeckten Langhauses, der mit einem Ziffernblatt geschmückt ist.
Außerdem ist an der Westfassade eine zweigeschossige Vorhalle angebaut, die gleichzeitig mit dem Kirchenbau entstanden sein dürfte. Sie besitzt ein Schopfwalmdach, das an die Dächer verschiedener Gebäude der Burg Trausnitz erinnert. Im unteren Geschoss der Vorhalle befindet sich ein Sterngewölbe mit birnstabförmigen Rippen. An allen Rippenkreuzungen befinden sich runde Schlusssteine, denen jeweils halbrunde Wappenschilde aufgelegt sind. Das untere Geschoss der Vorhalle öffnet sich nach Norden hin im Spitzbogen, der mit zwei Rundstäben verziert ist. Es enthält das spitzbogige Hauptportal, das mit drei Rundstäben zwischen Hohlkehlen profiliert ist. Das gleichzeitige Obergeschoss enthält einen Requisitenraum und ist über eine Tür mit geradem Sturz von der Orgelempore aus erreichbar. Es besitzt, abgesehen vom Dachstuhl, keine Decke und wird von kleinen Rechteckfensterchen beleuchtet. Im trapezförmigen Giebel der Vorhalle befindet sich eine Sonnenuhr.

### Innenraum

Innenansicht nach Osten

Betritt man die Kirche durch das in der Barockzeit entstandene Südportal – das Hauptportal auf der Westseite ist nur zu den Gottesdiensten geöffnet –, so befindet man sich unterhalb der Westempore. Diese ist dreischiffig unterwölbt und überspannt die zwei westlichen Langhausjoche. Die birnstabförmigen Gewölberippen weisen eine reiche Sternfiguration auf. Sie entwachsen aus halbrunden Spitzkonsolen, die an vier kräftigen Rundpfeilern angebracht sind. Die Öffnungsbögen zum Langhaus hin sind spitzbogig und reich mit Karniesen, Hohlkehlen und Fasen profiliert. Die Empore wurde wohl deshalb so großzügig ausgeführt, weil sie in früheren Zeiten als eigener Gebets- und Gottesdienstort genutzt wurde. So wurde beispielsweise in den Jahren 1515 und 1684 jeweils ein Altar auf der Empore erwähnt, der dem Tod Mariä geweiht war. Möglicherweise diente die Empore auch der Herzogsfamilie zur Mitfeier der Gottesdienste.
Das Langhaus wird von einem einfachen Netzgewölbe aus birnstabförmigen Rippen überspannt. Dieses ruht zu beiden Seiten auf gefasten Wandpfeilern mit überwiegend profilierten, halben Achteckkonsolen, teilweise auch mit Kopfkonsolen. Der großzügig ausgeführte Chorraum ist seit der Renovierung von 1981 gegenüber dem Langhaus um zwei Stufen erhöht. Er weist ein deutlich aufwändiger gestaltetes Netzgewölbe mit gekehlten und geschrägten Rippen auf. Die Gewölbe in Langhaus und Chor weisen jeweils runde Schlusssteine auf, die Gewölberücklagen wurden 1981 nach Befund aus der Entstehungszeit der Kirche in einem Ockerton gefasst. Den Übergang zwischen Langhaus und Chor vermittelt ein spitzer, beidseits gestufter und gefaster Chorbogen.
Im westlichen Joch der Sakristei ist ein spätgotisches Kreuzrippengewölbe aus der Entstehungszeit der Kirche zu finden. Es weist eine einfache Sternfiguration auf. Die Rippen sind teils steil gekehlt mit gefasten Kanten, teils tief gekehlt mit kräftigen Formsteinen. Sie ruhen auf profilierten Spitzkonsolen. Im östlichen Teil der Sakristei befindet sich ein netzförmiges Gewölbe aus Birnstabrippen. Dieses weist einen runden Tellerstein, darauf eine Tartsche mit dem herzoglichen Wappen, sowie zwei rosettenförmige Schlusssteine auf.

## Ausstattung

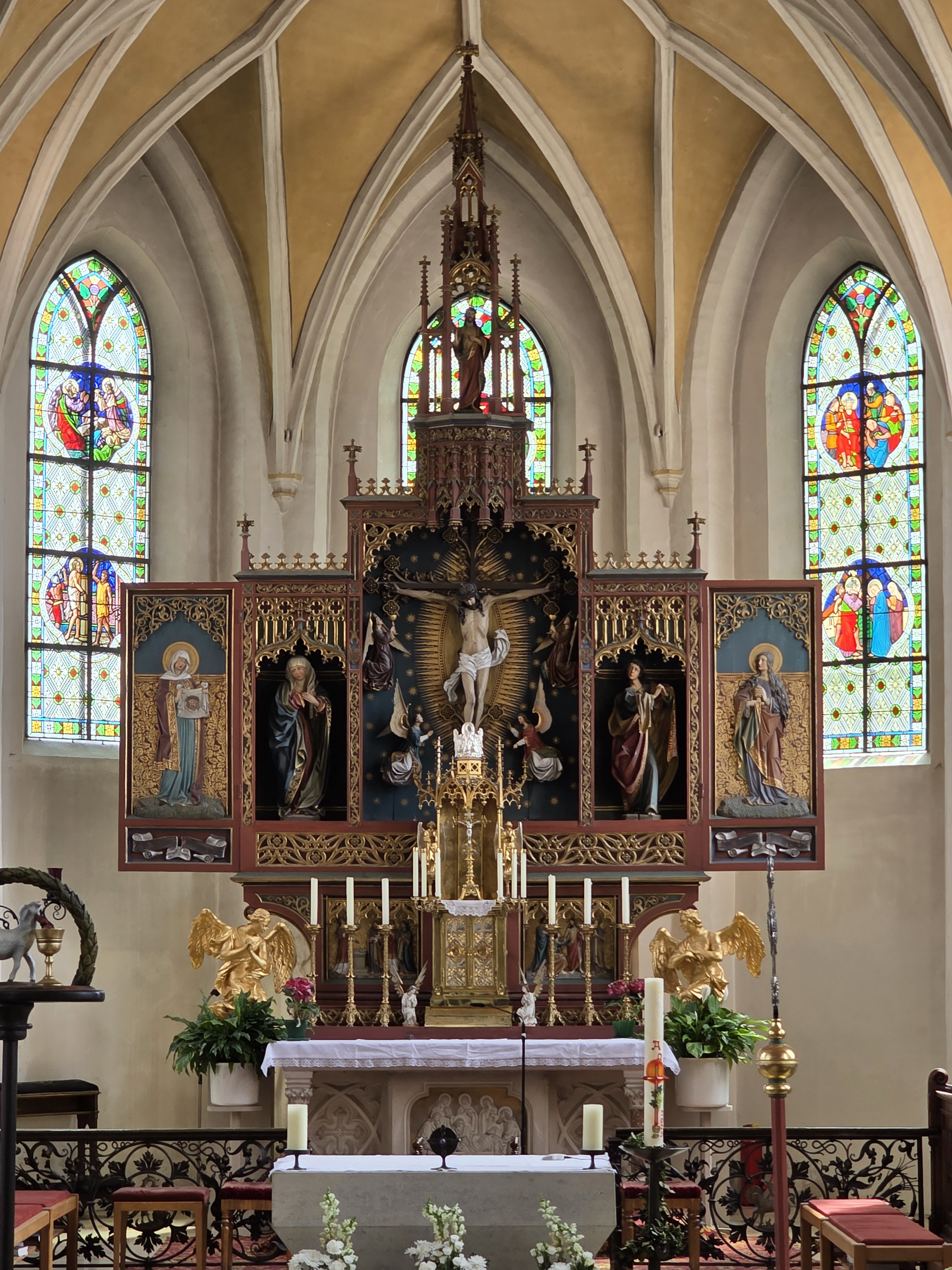
Der Hochaltar im neugotischen Stil

### Hochaltar
Der 1894 aufgestellte neugotische Hochaltar ist gotischen Flügelaltären nachempfunden und wurde vom Regensburger Domvikar Georg Dengler entworfen, der vor allem im Bistum Regensburg unzählige Kirchenausstattungen des Historismus gestaltete. Ausgeführt wurde der Altar von der Kunstanstalt der Gebrüder Goss im Regensburger Stadtteil Stadtamhof. Der Altaraufbau steht auf einer Mensa aus Kelheimer Kalksandstein und wird von zwei klassizistischen Anbetungsengeln begleitet, die von Christian Jorhan d. Ä. stammen und an dem klassizistischen Hochaltar von 1790 den Tabernakel flankierten. Das Antependium der Sandstein-Mensa zeigt ein Relief der Grablegung Christi, das von Vierpassfeldern und Rotmarmorsäulen eingefasst wird. Mittig in der Predellazone sitzt der von einer filigranen Aussetzungsnische bekrönte, versilberte und vergoldete Tabernakel, eine Landshuter Gürtlerarbeit aus dem Jahr 1905. Er wird flankiert von zwei Reliefdarstellungen: der Beschneidung Jesu im Tempel (links) und der Begegnung des ungläubigen Thomas mit dem Auferstandenen im Kreise der Apostel (rechts). Der eigentliche Flügelaufbau enthält an zentraler Stelle die Patroziniumsdarstellung der Pfarrkirche Heilig Blut: den sterbenden Christus an dem mit einem Strahlenkranz hinterlegten Kreuz; ringsum vier Anbetungsengel, wobei die zwei oberen das Blut Christi in Kelchen auffangen. Zu beiden Seiten dieser zentralen Darstellung befinden sich etwas niedrigere Nischen, die spätgotische Figuren der Mutter Gottes (links) und des „Lieblingsjüngers“ Johannes (rechts) enthalten. Diese beide Figuren stammen wohl noch von der originalen Ausstattung der Kirche und erweitern das zentrale Kreuz zu einer Kreuzigungsgruppe. Die beiden Nischen können mit Flügeln verschlossen werden. Im geöffneten Zustand zeigen diese Flügel zwei Zeuginnen der Passion und Auferstehung Jesu: die heilige Veronika mit dem Schweißtuch (links) und die heilige Maria Magdalena mit dem Salbgefäß (rechts). Auf den Rückseiten der Flügel befinden sich Gemälde von Engeln mit den Leidenswerkzeugen Jesu. Über der zentralen Kreuzdarstellung ist ein filigranes Auszugstürmchen mit aufwändigen neugotischen Schnitzereien aufgesetzt. Es enthält eine Figur des Auferstandenen, der seine Wundmale zeigt und sich so als Sieger über den Tod präsentiert.

### Seitenaltäre
Zu beiden Seiten des Chorbogens befinden sich die neugotischen Seitenaltäre, die den Kastenaltären der Gotik nachempfunden sind und im Jahr 1895 ebenfalls bei den Gebrüdern Goss in Stadtamhof gefertigt wurden. Im linken Altarschrein befindet sich die Darstellung einer Pietà, also eine Mater Dolorosa, die um ihren Sohn trauert. Begleitet wird die Szene von zwei Anbetungsengeln. In die Predella ist ein Tabernakel eingelassen, vor dem ein kostbares Elfenbeinkreuz aus dem 17. Jahrhundert steht. Am rechten Seitenaltar ist die Heilige Familie bei der Arbeit zu sehen. Das Relief in der Predellazone zeigt eine Szene aus dem Alten Testament: die Offenbarung Gottes an Samuel im Tempel.

### Übrige Ausstattung im Chor
Die drei neugotischen Glasfenster im Chor, die 2015 restauriert wurden, bilden eine thematische Einheit mit dem Hochaltar. Zu sehen sind Szenen der Passion und Auferstehung Jesu. Die Fenster stammen von der Glasmalereianstalt Schneider aus Regensburg und wurden 1893 eingebaut. Der Bereich des Hochaltares ist von einem kunstvollen Kommuniongitter abgeschlossen, das mit Weinranken verziert ist und Symbole der Eucharistie wie den Pelikan oder das Lamm zeigt. Der vordere Bereich des Chorraumes, der den Volksaltar von Willibald Zeilhofer und den Ambo von Karl Reidel – beide entstanden im Jahr 1981 – enthält, wird von einem einfachen neugotischen Chorgestühl eingerahmt. Über diesem befindet sich auf der linken Chorseite der letzte Rest der historisierenden Ausmalung: ein rechteckiges Wandgemälde, das den Auferstandenen am Grab sitzend mit seinen Leidenswerkzeugen zeigt. Über der Sakristeitür, die noch aus der Entstehungszeit der Kirche stammt, also ebenfalls auf der linken Seite des Altarraums, befinden sich ein gestiftetes neugotisches Kruzifix und ein Ölgemälde der heute nicht mehr existierenden Herzogspitalmadonna in München. Auf der gegenüberliegenden Chorseite befindet sich der klassizistische Taufstein von 1821, der mit einem neugotischen Deckel ausgestattet ist. Auf diesem ist die Taufe Jesu durch Johannes im Jordan dargestellt. Außerdem dient der Chorraum als Gedächtnisstätte für die ehemaligen Hofmarksherrn von Berg ob Landshut. Heute sind hier noch fünf Epitaphien erhalten, unter anderem für Marianne von Chlingensberg († 1792) und ihren Gatten Joseph Maria Bernhard von Chlingensberg († 1797).
Zur temporär gezeigten Ausstattung der Pfarrkirche gehören außerdem ein Heiliges Grab, eine klassizistische Figur des Auferstandenen von Christian Jorhan d. Ä., ein barock bekleidetes Christkind und eine Weihnachtskrippe mit Figuren im Stil von Ignaz Günther, die allerdings erst in der zweiten Hälfte des 20. Jahrhunderts entstanden ist. Zu dem umfangreichen Kirchenschatz gehört unter anderem ein spätgotisches Kreuzpartikelreliquiar, das laut Inschrift am Fuß im Jahr 1505 von Melchior Bos aus Nördlingen geschaffen wurde. Es ist neben den Figuren am Hochaltar das einzige Zeugnis der original gotischen Ausstattung. Möglicherweise steht die Anschaffung des Kreuzpartikelreliquiars im Zusammenhang mit dem Landshuter Erbfolgekrieg 1504/05. Das kunstvolle Meisterwerk, ein Kreuz mit vier Dreipassenden auf einem vierpassförmigen Sockel, besteht aus Silber und ist teilweise vergoldet. Der hochrechteckige Reliquieneinsatz wird scheinbar von Engeln getragen. An den Dreipassenden befinden sich kleine gegossene Reliefs von Maria mit dem Jesuskind (oben), dem Kirchenvater Augustinus (links), dem Ordensgründer Benedikt (rechts) und der heiligen Veronika mit dem Schweißtuch (unten). Das letztgenannte Relief dürfte allerdings eine Ergänzung aus dem 19. Jahrhundert sein.

### Übrige Ausstattung im Langhaus
An der Südwand des Langhauses ist ein Kanzelkreuz zu sehen, das 1796 von Christian Jorhan d. Ä. geschnitzt wurde. Die gegenüberliegende Kanzel wurde bei der Renovierung 1965 entfernt. Zur gleichen Zeit wurde auch der neugotische Kreuzweg durch einen gestifteten barocken Kreuzweg ersetzt. Dessen Besonderheit ist es, dass die Station der Kreuzigung als elfenbeinernes Kreuz gestaltet ist, während als 15. Station die Kreuzauffindung durch die heilige Helena hinzukommt. In einer Nische an der südlichen Langhauswand ist ein Tafelgemälde der Grablegung Christi aus dem 17. Jahrhundert angebracht, das wie die schmiedeeisernen Apostelleuchter noch zur barocken Ausstattung der Kirche zählt. Die beiden Figuren an der Emporenbrüstung sind ebenfalls barock und stellen Johannes den Täufer (südlich) und den Apostel Petrus (rechts) dar.
Das Kirchengestühl wurde bei der klassizistischen Umgestaltung 1790 von dem Bildhauer Thomas Zimmermann gefertigt. Bemerkenswert sind die zahlreichen Namenstafeln, die überwiegend im 19. Jahrhundert angebracht worden sind. Der Raum unterhalb der Empore wird von einem kunstvoll mit Rokokomuschelwerk verzierten Abschlussgitter abgetrennt, welches nur zu den Gottesdiensten geöffnet wird. Es stammt aus der zweiten Hälfte des 18. Jahrhunderts und enthält im Mittelteil das Wappen der damaligen Hofmarksfamilie von Chlingensberg. Unter der Empore befindet sich in einer Wandnische neben dem Hauptportal die spätbarocke Bründl-Krippe. Sie wurde um 1905 von Pfarrer Gleitsmann für die Wallfahrtskapelle Maria Bründl erworben und ist heute als Jahreskrippe in der Pfarrkirche Heilig Blut ausgestellt. An der Südwand der Sakristei wurde bei der Renovierung von 1981 eine Wandmalerei aus der Zeit um 1520 entdeckt. Die Darstellung einer Kreuzigungsgruppe steht am stilistischen Übergang zwischen Spätgotik und Renaissance.

### Orgel
Im Jahr 1832 erbaute Joseph Schweinacher aus Landshut eine einmanualige Orgel mit insgesamt sechs Registern für die Pfarrkirche. Diese wurde 1904 in die Wallfahrtskapelle Maria Bründl gebracht, wo sie bis heute den Gottesdienst begleitet. Als Ersatz erhielt Heilig Blut eine Kegelladenorgel mit pneumatischer Traktur von Ignaz Weise aus Plattling. Diese wurde in einem neugotischen Prospekt untergebracht. Das störungsanfällige Instrument musste 1984 durch ein rein mechanisches Schleifladenwerk aus der Werkstatt von Georg Jann in Allkofen bei Laberweinting ersetzt werden. Dieses umfasst insgesamt 17 Register auf zwei Manualen und Pedal. Das zweite Manual, auch als Rückpositiv bezeichnet, wurde in die Emporenbrüstung eingebaut. Das Gehäuse wurde dabei dem neugotischen Prospekt angeglichen. Die Disposition lautet wie folgt:
| I Hauptwerk |              |                |
| 1.          | Principal    | 8′             |
| 2.          | Rohrflöte    | 8′             |
| 3.          | Oktave       | 4′             |
| 4.          | Blockflöte   | 4′             |
| 5.          | Sesquialtera | 2 ⁄3′ + 1 3⁄5′ |
| 6.          | Quinte       | 2 ⁄3′          |
| 7.          | Schwegel     | 2′             |
| 8.          | Mixtur IV    | 1 ⁄3′          |

| II Rückpositiv |                |      |
| 8.             | Gedackt        | 8′   |
| 9.             | Praestant      | 4′   |
| 10.            | Holzflöte      | 4′   |
| 11.            | Oktave         | 2′   |
| 12.            | Zimbel III     | 2⁄3′ |
| 13.            | Krummhorn      | 8′   |
|                | Tremulant doux |      |

| Pedal |            |         |
| 14.   | Subbaß     | 16′     |
| 15.   | Offenflöte | 8′      |
| 16.   | Choralbaß  | 4′ + 2′ |
| 17.   | Posaune    | 8′      |

- Koppeln: II/I, I/P, II/P

### Glocken
In den beiden Türmen waren um 1870 drei Glocken untergebracht. Diese wurden 1905 durch drei neue Glocken aus der Landshuter Glockengießerei Johann Hahn ersetzt, die jedoch im Ersten Weltkrieg abgegeben werden mussten. So wurden 1920 drei neue Glocken bei Johann Hahn in Auftrag gegeben. Den Zweiten Weltkrieg überdauerte nur die Marienglocke, die mit aufwändigem neugotischen Dekor verziert ist. Im Juni 1950 wurden diese zwei weitere Glocken ergänzt: die Kreuzglocke (Ton es1), die im Nordturm hängt, und die Josefsglocke (Ton as1), die sich zusammen mit der Marienglocke im Südturm befindet.

## Umgebung

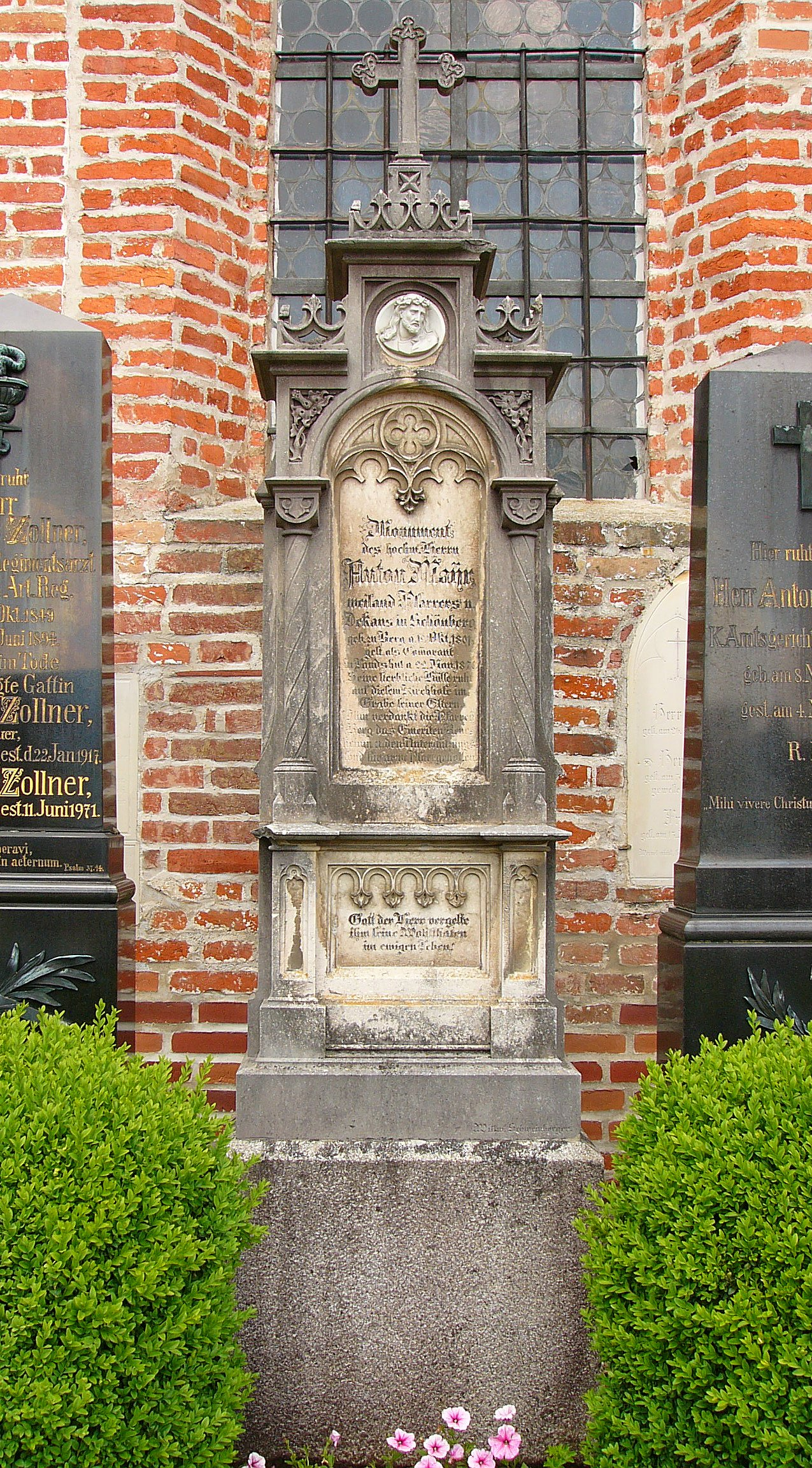
Grabmal des Pfarrers Anton Mayr († 1870)

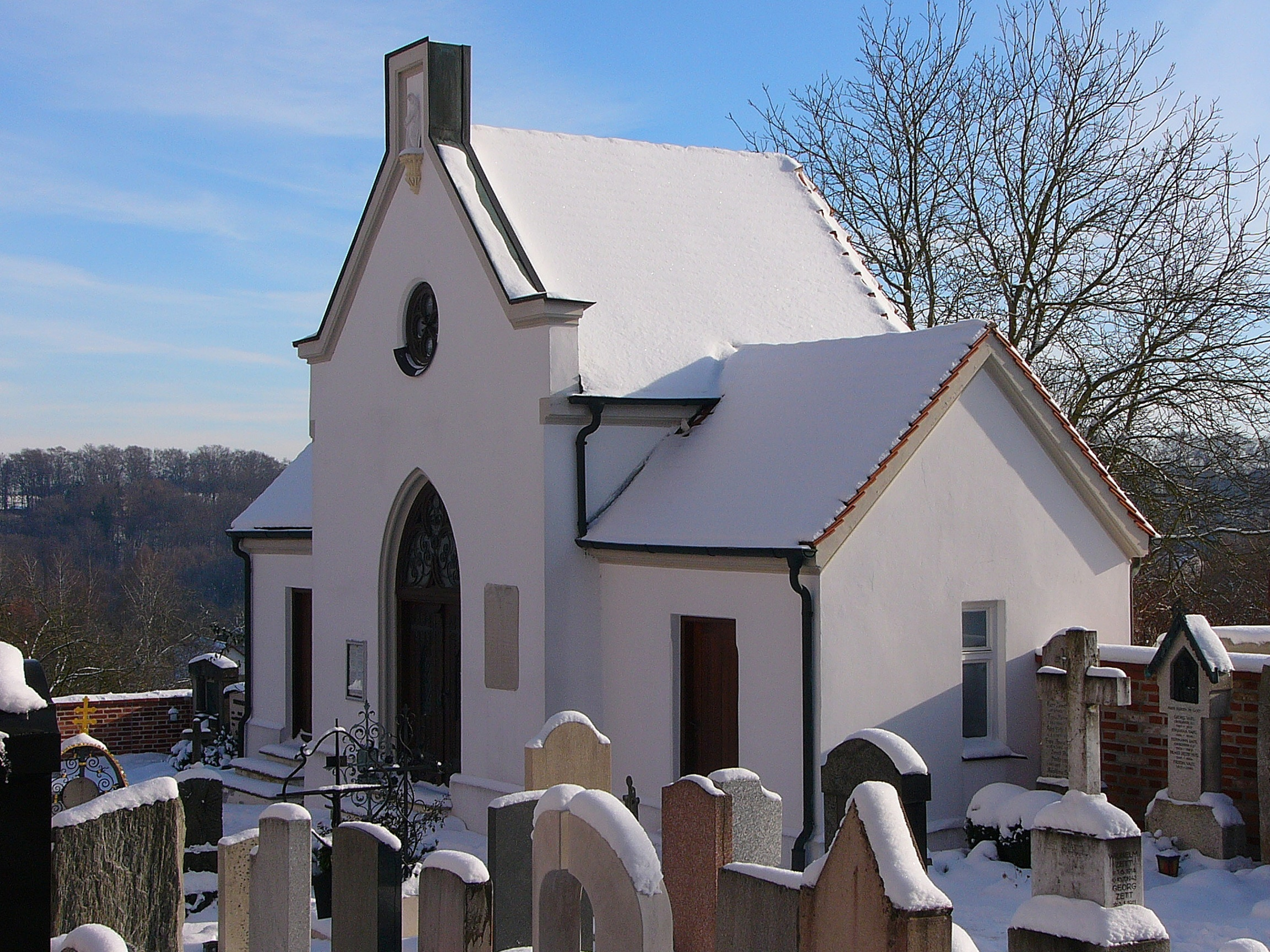
Neugotische Aussegnungshalle, errichtet im 19. Jahrhundert

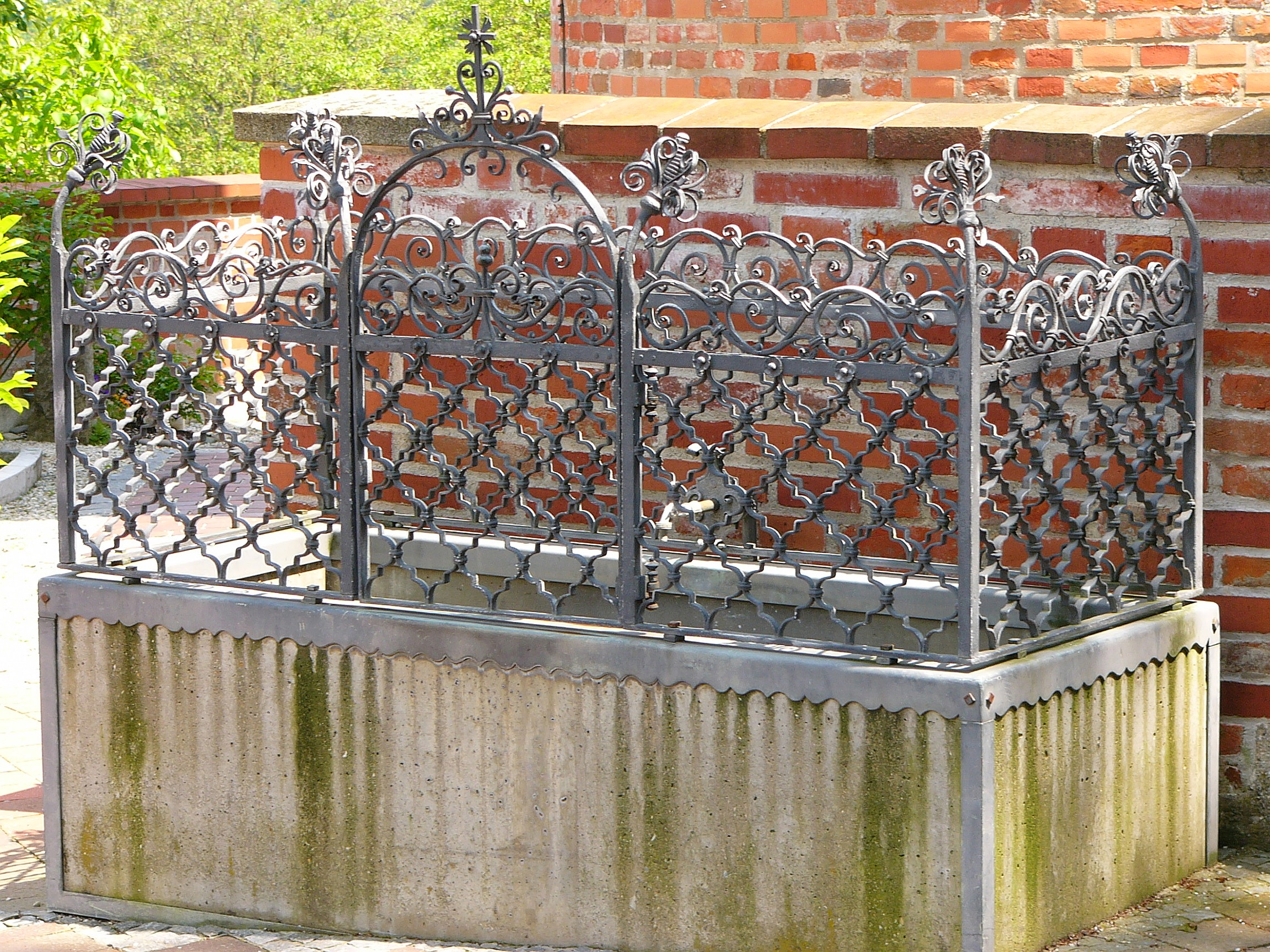
Wasserbecken mit schmiedeeisernem Gitter aus dem 19. Jahrhundert

Bis heute ist die Pfarrkirche von einem Friedhof umgeben, der – obwohl der älteste der Stadt Landshut – eher die Anmutung eines Dorffriedhofs besitzt. Die geringe Größe von etwa 200 Grabstätten ist mit der Tatsache zu begründen, dass die eher kleine Pfarrgemeinde erst durch die Eingemeindung von Berg ob Landshut im Jahr 1928 zur Stadtpfarrei wurde. Die Friedhofsmauer ist im Kern spätmittelalterlich und stammt somit noch aus der Erbauungszeit der Kirche. Die Aussegnungshalle im Südteil des Friedhofs wurde im 19. Jahrhundert errichtet und ersetzte die ehemalige Seelenkapelle. Sie enthält das Altargemälde des klassizistischen Hochaltares, auf dem die Kreuzigung Christi dargestellt ist. Dieses wurde 1789 von dem Landshuter Maler Ignaz Bergmann angefertigt. Links und rechts des Bildes befinden sich zwei klassizistische Urnen, die auch zu dem Jorhan-Altar aus dem Jahr 1790 gehört haben.
An der Kirchenmauer befinden sich zahlreiche Grabdenkmäler der Hofmarksherren und der Ortsgeistlichen. Direkt hinter dem Priestergrab ist ein bemerkenswertes Rotmarmorepitaph für Kaplan Georg Hirlhayder († 1481) zu sehen. Es enthält die Inschrift: Im Jahr 1481 am Vorabend Johannes des Täufers starb Georg Hirlhayder, Caplan dieser Kirche und ist hier begraben. Daneben befinden sich zwei Grabsteine aus gebranntem Ton mit erhabener Schrift. Diese sind dem Priester Franciscus Mockel († 1495) und dem Schmied Bartholomäus Mockel († 1500) gewidmet. Der dritte heute noch erhaltene Grabstein dieser Art befindet sich neben den Kriegergedenktafeln im Inneren der Vorhalle, stammt ebenfalls aus der Zeit um 1500 und erinnert an den Kaplan Konrad Ödenkas. 1835 erwähnte Alois Staudenraus noch acht solcher Epitaphien, wobei die Fragmente von drei dieser Tonplatten heute im Stadtmuseum untergebracht sind. Von besonderer Bedeutung ist auch das Grabmal des Pfarrers Anton Mayr († 1870), das von Wilhelm Schweinberger im neugotischen Stil errichtet wurde. Es wird als einzige Grabstätte des Friedhofs explizit in der Denkmalliste des Bayerischen Landesamtes für Denkmalpflege erwähnt. Vor der Kirche steht zur Wasserversorgung des Friedhofs ein Wasserbecken mit einem sehenswerten schmiedeeisernen Gitter aus dem 19. Jahrhundert.

## Filialkirchen
- Wallfahrtskirche Maria Bründl
- St. Ottilia (Salzdorf)
- St. Laurentius (Berndorf)

## Heinrich der Reiche und Heilig Blut
Die (für Bayern) sehr untypisch aussehenden zwei Rundtürme werden mit einer alten Sage in Verbindung gebracht, welche Heinrich den Reichen und die Pfarrkirche Heilig Blut in Verbindung bringen. Heinrich der Reiche hatte 1417 auf dem Konzil zu Konstanz einen Mordanschlag auf seinen Wittelsbacher Vetter Ludwig den Gebarteten von Ingolstadt verübt und war nur knapp der Reichsacht entgangen. Dies wird auch von Johannes Aventinus berichtet. Die Sage berichtet, dass die Sühne für den Mordanschlag eine Pilgerreise ins Heilige Land erforderte. Um dieses aufwendige und kostspielige Unternehmen zu vereinfachen, wurden der Kirche die zwei runden, minarettähnlichen  Türme angebaut, sodass die Wallfahrt dorthin einer Pilgerreise ins Heilige Land ähnlicher wurde.  Außergewöhnlich ist auch der Name des zur Kirche führenden Tal-Josaphat-Wegs in Landshut.  Das Tal Joschafat ist im biblischen Buch des Propheten Joël (Joel 4,2.12 ) ein Symbolname für den Ort des endzeitlichen Gottesgerichts und bedeutet „Der Herr wird richten“.